# 珍妮弗·洛佩兹的绿色范思哲礼服
美国艺人詹妮弗·洛佩兹于2000年2月23日，在第42届格莱美颁奖典礼上身着绿色范思哲真丝雪纺礼服。几近透明的绿色面料印有热带树叶和竹子图案，胸前剪裁非常低，领口远远超过洛佩兹的肚脐，而裙子的腰部则镶嵌着黄水晶。
这件衣服立即受到了全球媒体的广泛报道，它与伊莉莎白·赫莉的黑色范思哲连衣裙（又称）认为是范思哲家喻户晓，最引人注目的礼服。此外，这条裙子被形容为设计师多纳泰拉·范思哲在哥哥詹尼·范思哲逝世后，职业生涯的转折点。这件礼服的另一件复制品在格莱美博物馆展出。截至2015年，洛佩兹本人仍然拥有原版礼服。这件衣服在谷歌的搜索量非常大，这激发了前CEO埃里克·施密特开发Google图片搜索的念头。

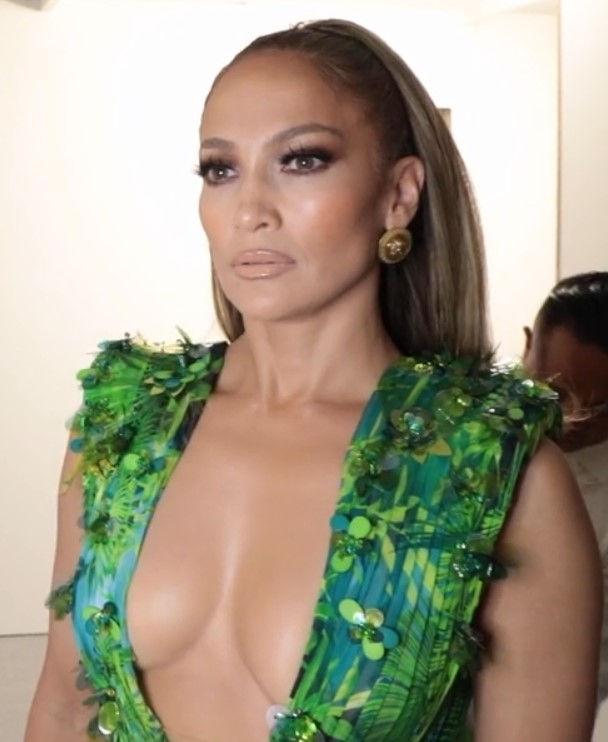
詹妮弗·洛佩兹于2019年，身穿重制改版的无袖绿色范思哲礼服。

## 背景
在它还未在格莱美颁奖典礼的红地毯上成名之前，这件礼服由模特琥珀·瓦萊塔在T台上展示，并出现在范思哲当年的主要广告活动中。此外，辣妹合唱团的成员潔芮·哈利維爾于2000年1月，也就是比詹妮弗·洛佩兹早一个月前就已在法国举行的NRJ音乐颁奖典礼上穿着同样的裙子。然而，她并没有像洛佩兹那样受到人们关注。而设计师本人早早就在1999年12月6日的Met Gala上穿上。
洛佩兹当时的造型师安德里娅·莉伯曼评论道，范思哲与詹妮弗（洛佩兹）属于彼此，并表示「这真的很自然」。
洛佩兹在当时的男友肖恩·库姆斯的陪伴下步入第42届格莱美颁奖典礼的红毯。身穿绿色范思哲礼服的洛佩兹立即在活动中垄断了公众和摄影师的注意力。著名演员大卫·杜楚尼与洛佩兹一起上台颁发格莱美最佳节奏布鲁斯专辑奖时向观众调侃道：“这是这五六年来第一次没有人看着我。”，引来观众和洛佩兹的欢笑。

## 设计
这件绿色范思哲礼服由多纳泰拉·范思哲设计。它被描述为“丛林绿”、“海绿”或“热带绿”，一种带有一丝蓝色的绿色礼服，给人一种异国情调的外观。带有热带叶子和竹子图案的透明真丝雪纺礼服，裤裆饰有黄水晶。胸前剪裁非常低，领口远远达致洛佩兹肚脐以下几英寸，闪亮的胸针松松地系紧，然后再次打开，大面积的露出腹部，然后沿着腿的前部剪裁，就像一件浴袍。然后将礼服垂在身后的地板上，在后面敞开。洛佩兹下身穿着一条裸色泳衣短裤，并使用双面礼服胶带作为防护。